# Катакомбы святой Агнессы
Катакомбы святой Агнессы (итал. Catacomba di Sant'Agnese) — катакомбы Рима, расположенные в районе улицы Виа Номентана, в пределах монументального комплекса Сант-Аньезе-фуори-ле-Мура, в современном районе Триест.

## Происхождение названия
Название катакомбы происходит от имени святой Агнессы Римской. Она считается самой известной христианской мученицей, похороненной в этих катакомбах. Её смерть относится к временам гонений на христиан по приказу императора Диоклетиана (303—305). Согласно латинскому преданию, она была знатной женщиной, принадлежавшей к роду Клавдиев, которая приняла мученическую смерть 21 января 304 года в возрасте 12 лет.
Считается, что Агнесса, обвиненная в колдовстве, была приговорена к сожжению на костре, но пламя разошлось под её телом, даже не лизнув его, а её волосы отросли настолько, что прикрыли её наготу. После этого чуда Агнесса была пронзена мечом до горла. После её смерти тело было погребено в катакомбах, а её череп выставлен в часовне церкви Сант-Аньезе-ин-Агоне.

## История
Агнесса была похоронена на существующем подземном кладбище, которое, согласно древним источникам, принадлежало семье мученицы и находилось рядом с имперскими владениями. Позднее во времена папы Либерия (352—366) над катакомбами построили эдикулу в память о мученице. При папе Симмахе (498—514) её перестроили в небольшую базилику. В первой половине VII века была построена полноценная базилика, позднее разрушенная и вновь восстановленная.
В течение IV века к катакомбам добавлялись другие ответвления. Так, например, земля над четвертой областью катакомб и ранний языческий некрополь, находившийся там же, были экспроприированы императором Константином I для строительства базилики Агнессы.
Весь катакомбный комплекс позже был заброшен и забыт. Заново открыт и исследован в начале XVI века доминиканским монахом Онофрио Панвинио. Затем катакомбы стали предметом изучения Антонио Бозио (1632 год), который, однако, перепутал их с близлежащим кладбищем. В XVIII веке катакомбы, особенно их вторая часть, серьезно пострадали от искателей реликвий и сокровищ. Во второй половине XIX века Мариано Армеллини провёл серию раскопок подземного кладбища, обнаружив некоторые его части в хорошем состоянии сохранности: он описал четыре части катакомб, известных и сейчас. В начале XX века священник Аугусто Баччи провёл раскопки, имеющие основополагающее значение для историко-топографической реконструкции памяти Святой Агнессы и первой части катакомб. Наконец, в 1971—1972 годах священник Умберто Мария Фазола изучал четвертую часть, придя к уже упомянутым выше выводам.

## Описание
Катакомбы святой Агнессы расположены на трёх различных уровнях и разделены на четыре части. В них нет рельефной живописи, зато она богата эпиграфическими свидетельствами.
- Часть 1 (Regio I) — старейшая, относящаяся к III веку. Раскопана Армеллини в 1869 году. Подвергалась существенному уничтожению во время строительства базилики. Располагается под нынешней улицей Виа-ди-Сант-Аньезе, слева от нынешней базилики.
- Часть 2 (Regio II) — появилась в IV веке. Больше всего пострадала от расхитителей гробниц.
- Часть 3 (Regio III) — также относится к IV веку и является крупнейшей во всём комплексе. Простирается в значительной степени под монастырем, примыкающим к базилике Святой Агнессы и Виа Номентана. Армеллини, впервые раскопавшие эту часть, нашёл её практически нетронутой, погребенной под слоем ила, сохранившего его от грабителей: многие предметы, найденные в этом районе, сейчас хранятся в музеях Ватикана.
- Часть 4 (Regio IV) — располагается между нынешней базиликой и руинами Константиновской базилики IV века. Появилась после того, как император Константин построил свою базилику, разрушив языческий некрополь над землей. Используя лестницу из предыдущего языческого мавзолея, были начаты раскопки подземного кладбища: многие плиты с надписями из предыдущего языческого кладбища были использованы для строительства лестницы в четвертую часть и для нижележащих гробниц. И таком образом они сохранились до наших дней. В этом районе сохранилась самая старая надпись всей катакомбы: она датируется 314 годом и касается эпитафии некоего Сисинния.